# 竹あかり
竹あかり、または竹灯り（たけあかり）は、竹に穴をあけ、中にろうそくやLEDなどを入れて明かりを灯したものである。主に孟宗竹などの直径9cm以上の竹または竹を模したプラスチックなどが使用される。竹灯籠 (たけちょうちん) とも呼ばれる。

## 歴史
古くから竹は、内部にろうそくなどを入れて灯火用具として使用されてきた。単に竹を切っただけのものもあれば、表皮を剥ぐなど加工をする場合もある。用途としては道路で足下を照らす場合や、神社仏閣などの祭礼で用いられる場合、個人のインテリアとして用いる場合などがある。数ある竹のあかりの中で特に、竹にドリルで穴をあけ、あかりを灯すものが「竹あかり」と呼ばれている。

## 竹あかりと祭
竹あかりが広く知られるようになったのは、大分県臼杵市で11月の第一土曜日・日曜日に行われる「うすき竹宵」という祭がきっかけとされている。
うすき竹宵では竹を切った内部にろうそくを灯した「竹ぼんぼり」を中心とした、町並みのライトアップを地域活性行事に活用している。
現在ではうすき竹宵以外にも大分県竹田市の「竹楽」や、熊本市の「熊本くらし人まつり みずあかり」などが竹あかりの祭として知られ、全国に数多く竹あかりを祭に活用している例を見ることができる。